# Kelemani
Albums de Choc Stars
Akufa lobi akomi moto Carlito & Debaba
Kelemani est le 15e album du groupe congolais Choc Stars, sorti en 1987.

## L'album

### Titres
1. Kelemani-Djeni (Ben Nyamabo)
2. Déserteur (Defao Matumona)
3. Présence (Roxy Tshimpaka)
4. Ozi (Defao Matumona)

### Musiciens
- Ben Nyamabo Mutombo, Carlyto Lassa, Defao Matumona, Debaba Mbaki, Nzaya Nzayadio : voix
- Roxy Tshimpaka, SOS Watondo : guitare solo
- Carrol Makamba : guitare mi-solo
- Teddy Lokas : guitare rythmique
- Djomali Bolenge, Jerry Lema : basse
- Otis Edjudju, Wadadi Mawa : batterie
- Ditulala Kwama, Synya, Ben Nyamabo, Djuna Djanana : animation
- Freddy Kebano : synthétiseur
- Ditulala Kwama, Synya : percussions
- Mbono : congas